# The Jarrs Visit Arcadia
The Jarrs Visit Arcadia è un cortometraggio muto del 1915 diretto da Harry Davenport.
Sesto capitolo della serie Vitagraph dedicata alle vicende comiche della famiglia Jarr.

## Produzione
Il film fu prodotto dalla Vitagraph Company of America.

## Distribuzione
Distribuito dalla General Film Company, il film - un cortometraggio in una bobina - uscì nelle sale cinematografiche statunitensi il 10 maggio 1915.